# Královská kaple (Švédsko)
Královská kaple (švédsky: Slottskyrkan) je kostel ve Stockholmském paláci. Otevřena byla v roce 1754.
Kaple královského paláce (včetně královské kaple Stockholmského paláce, královské kaple Drottningholmského paláce a Riddarholmenského kostela) jsou všechny součástí švédské národní církve, ačkoli jejich správa je, jako součást královského panství, v rukou Úřadu maršála říše.

## Královské svatby
Mezi poslední královské svatby, které se konaly v kapli patří:
- Princezna Christina se 15. června 1974 provdala za Torda Magnusona
- Princezna Madeleine, vévodkyně z Hälsinglandu a Gästriklandu, se 8. června 2013 provdala za Christophera O'Neilla
- Princ Karel Filip, vévoda z Värmlandu se 13. června 2015 oženil se Sofií Hellqvistovou

## Křest
V královské kapli se často konají královské křty. Mezi ty poslední patří:
- Princezna Estelle, vévodkyně z Östergötlandu (křest 22. května 2012), nejstarší dcera korunní princezny Viktorie Švédské a jejího manžela Daniela Westlinga, první vnučka švédského krále Karla XVI. Gustava a jeho manželky královny Silvie